# 趙允英
趙允英（韓語：조윤영），韓國電視劇編劇。

## 作品

### 電視劇
- 2004年：SBS《最後的舞請與我一起》
- 2009年：MBC《男版灰姑娘》
- 2014年：DRAMA Cube《Secret Love跟天使喝過咖啡嗎?》
- 2016年：SBS《月之戀人－步步驚心：麗》
- 2023年：SBS《國民死刑投票》